# Brez povratka 3
Brez povratka 3 (izvirni angleški naslov Final Destination 3) je ameriška nadnaravna grozljivka iz leta 2006, tretji del istoimenske filmske serije. Režiral jo je in zanjo v sodelovanju z Glenom Morganom napisal scenarij James Wong, ki je bil že režiser in scenarist prvega filma. Film je izšel 10. februarja 2006 in je bil finančno uspešen, kljub neenotnemu mnenju kritikov.

## Vsebina
Srednješolka Wendy Christensen obišče zabaviščni park s svojim fantom Jasonom Wiseom, najboljšo prijateljico Carrie Dreyer in njenim fantom Kevinom Fischerjem. Ko odidejo na vlakec smrti, Wendy doživi vizijo, v kateri vlakec smrti zleti s tirnic in ubije vse na njem. Wendy zažene paniko in zapusti vlakec smrti skupaj s Kevinom, najboljšima prijateljicama Ashley Fruend in Ashlyn Halperin, perverznežem Frankiejem Cheeksom, športnikom Lewisom Romerom ter parom Ian McKinley in Erin Ulmer. Ko odidejo, so priča nesreči vlakca, na katerem umreta Jason in Carrie.
Nekaj tednov pozneje Kevin pove Wendy o eksploziji leta 180 in sumljivih smrtih preživelih. Ker Wendy misli, da se norčuje, ga ignorira in odide. Kasneje Ashley in Ashlyn umreta v solariju, ker se zaradi spleta okoliščin zakleneta vanj, medtem ko se temperatura v njem kar naprej viša. Zdaj, ko sta Wendy in Kevin prepričana, da jim je Smrt še vedno na sledi, se odpravita na pomoč drugim preživelim in si pomagata s slikami, ki jih je Wendy posnela pred odhodom na vlakec smrti, saj se na njih skrivajo znamenja Smrti.
Naslednji umre Frankie, ko se v Kevinov avto zaleti tovornjak in v Frankiejevo glavo prileti del ventilatorja motorja. Naslednji dan skušata rešiti Lewisa, vendar jima on ne verjame in dve uteži na napravi, ki jo uporablja v fitnesu, mu zdrobita glavo. Naslednja sta Ian in Erin, ki delata v trgovini s strojno opremo. Wendy uspe rešit Iana, Erin pa podleže strelom zabijalnika žebljev.
Wendy kasneje izve, da je bila njena sestra Julie prav tako na vlakcu smrti in odhiti na sejem, da bi jo rešila. Skupaj Kevinom jo komaj rešita pred smrtjo in Wendy vpraša Julie, kdo je sedel zraven nje na vlakcu smrti. V tistem trenutku v Juliino prijateljico Perry Malinowski prileti sulica z zastavo in jo ubije. Wendy nato reši Kevina pred eksplozijo ognjemeta, vendar njej začne groziti Ian, ki jo krivi za Erinino smrt. Ognjemet skoraj zadane Wendy, vendar odleti v napis nad Ianom, ki nato pade nanj in ga ubije. Wendy meni, da bi morala umreti ona, vendar je Ian prevzel njeno mesto. 
Pet mesecev kasneje se Wendy s svojo cimro Lauro in prijateljem Seanom odpravi na podzemno železnico. Po tem, ko Wendy vidi veliko znamenjm želi zapustiti vlak, vendar sreča Julie, ki jo prepriča, da ostane. Kasneje vlak iztiri in vsi na njem umrejo. Kasneje se Wendy zave, da je bila to le še ena vizija in Kevin skuša ustaviti vlak, vendar zaman. 

## Igralci
- Mary Elizabeth Winstead kot Wendy Christensen
- Ryan Merriman kot Kevin Fischer
- Kris Lemche kot Ian McKinley
- Alexz Johnson kot Erin Ulmer
- Sam Easton kot Frankie Cheeks
- Jesse Moss kot Jason Wise
- Gina Holden kot Carrie Dreyer
- Texas Battle kot Lewis Romero
- Chelan Simmons kot Ashley Freund
- Crystal Lowe kot Ashlyn Halperin
- Amanda Crew kot Julie Christensen
- Maggie Ma kot Perry Malinowski
- Ecstasia Sanders kot Amber Regan
- Tony Todd kot hudičev glas in napovedovalec na podzemni železnici